# كيلي جونز (مجدفة)
كيلي جونز (بالإنجليزية: Kelley Jones)‏ هي مجدفة أمريكية، ولدت في 8 ديسمبر 1965 في هيوستن في الولايات المتحدة.

## وصلات خارجية
- كيلي جونز على موقع الاتحاد الدولي للتجديف (الإنجليزية)
- كيلي جونز على موقع اللجنة الأولمبية الدولية (الإنجليزية)
- كيلي جونز على موقع أوليمبيديا (الإنجليزية)